# Ambassis thermalis
Ambassis thermalis és una espècie de peix pertanyent a la família dels ambàssids.